# スーパー30 アーナンド先生の教室
『スーパー30 アーナンド先生の教室』（スーパー30 アーナンドせんせいのきょうしつ、Super 30）は、2019年のインドのヒンディー語伝記映画。数学者・教師のアーナンド・クマールの半生と、彼が主宰した教育プログラム「スーパー30」を題材にしており、ヴィカース・バールが監督、主演をリティク・ローシャンが務めた。ファントム・フィルムズが最後に製作した映画作品でもある。リライアンス・エンターテインメントとPVRピクチャーズの配給で、2019年7月12日に公開された。映画はリティク・ローシャンの演技とストーリーが好意的に評価され、興行収入は20億8000万ルピーを記録するなど商業的にも成功を収め、2019年公開のボリウッド映画の中で最も興行的に成功した映画の一つとなった。第65回フィルムフェア賞では、3部門にノミネートされている。

## ストーリー
ロンドンを訪れたスーパー30出身のフッガー・クマールは大勢の聴衆の前で講演を行い、恩師アーナンド・クマールについて語り出す。
若き日のアーナンドは公立学校に通う勉強熱心な青年だった。彼は故郷ビハール州で開催された数学大会で優勝し、来賓として挨拶した州文部大臣ラーム・シンから「困ったことがあれば、いつでも相談に乗る」と言葉をかけられる。彼はバナーラス・ヒンドゥー大学の図書館に通い、そこで海外で刊行されている数学雑誌を読みながら数学を学んでいたが、図書館長に見つかり「大学に在籍していない者に利用する権利はない」と言われて追い出されてしまう。落胆するアーナンドは、別の図書館員から「数学雑誌に論文を送って採用されれば、生涯無料で雑誌を読めるようになる」と勧められ、雑誌に掲載されていた問題に対する論文を郵送する。その後、アーナンドの論文が雑誌に掲載され、彼の学力を認めたケンブリッジ大学から入学許可証が送られてくる。喜びに沸くクマール家だったが、家庭にはアーナンドを留学させるための資金がなく、郵便局長だった父ラジェーンドラが前借りした年金を充てても、渡航費が不足していた。そこで、アーナンドとラジェーンドラはラーム・シン大臣に協力を求めるが、大臣から「そんなことを言った覚えはない」と約束を反故にされてしまう。その日の夜、ラジェーンドラが心臓発作で急死し、家庭の経済状況が悪化したことで、アーナンドはケンブリッジ大学への留学を断念する。
アーナンドは家庭を支えるためパーパド売りを始めるが、その中で学習塾「エクセレンス予備校」を経営するラッラン・シンと出会う。アーナンドを数学大会の優勝者だと知ったラッラン・シンは、彼を教師としてエクセレンス予備校に迎え入れる。やがて、アーナンドは学生や親たちから信頼される人気教師となり、ラッラン・シンからも厚遇され経済的に裕福となったが、次第に傲慢になっていく。そんなある日、アーナンドは貧困で学費が払えずに予備校を退学した少年と出会い、父の「王の子が王になるのではない。能力がある者が王になるのだ」という言葉を思い出し、貧困に苦しむ人にも学ぶ権利があることに気付く。彼は予備校を退職し、貧困層の子供たちを指導する学習塾を開き、集まった30人の子供たちをインド工科大学に入学させようとする。しかし、授業料を無料にしたことでアーナンドは経済的に困窮し、恋人スプリヤーからも愛想を尽かされてしまう。困窮する中でもアーナンドは子供たちを指導し、子供たちはアーナンドの指導を受けて成長していくが、一方で人気教師のアーナンドを失ったラッラン・シンは学生や親たちから責任を追及され、アーナンドへの恨みを募らせていく。
ラッラン・シンは嫌がらせを仕掛けてアーナンドの学習塾を潰そうとするが、アーナンドは意に介さず失敗する。しばらくして、経済的に行き詰まったアーナンドがラッラン・シンの元を訪れ、子供たちのための食費を貸して欲しいと頼み込む。それに対し、ラッラン・シンは学生同士の試験対決を提案し、「平均点が低い方が学習塾を閉鎖する」という条件を出し、勝負を受け入れたアーナンドは子供たちを連れて試験に挑む。数日後、ラッラン・シンが用意した結果発表会場を訪れたアーナンドは、そこでスプリヤーと再会する。彼女はアーナンドから別れを告げられた後、行政職員のプルショーッタム・シンと結婚し、夫と共にラッラン・シンに招待されて会場を訪れていた。試験結果はエクセレンス予備校の勝利で終わり、ラッラン・シンは学習塾閉鎖を約束した書類を鞄から取り出そうとするが、スプリヤーが事前に抜き取っていたため提示することができず、アーナンドは「閉鎖の約束をした覚えはない」と告げて会場を後にする。子供たちが試験に集中できなかった原因が、英語を話せる富裕層の学生たちに対するコンプレックスだと知ったアーナンドは、子供たちにエクセレンス予備校の前で『炎』の演劇を英語だけで行うように指示する。最初は学生たちに囲まれて物怖じしていた子供たちだったが、演劇を通してコンプレックスを克服することに成功する。
アーナンドは、弟プラナヴや母ジャヤーンティに支えられて学習塾の運営を続け、次第に新聞に取り上げられ人々にも知られるようになる。一方、学習塾業界に多額の投資をしていたラーム・シン大臣は無料で子供たちを指導するアーナンドを敵視し、彼を殺すようにラッラン・シンに命令する。ラッラン・シンの部下に襲われたアーナンドは重傷を負い、病院で手術を受けることになる。アーナンドが生きていることを知ったラッラン・シンは、病院に部下たちを送り込んでアーナンドを殺そうとするが、アーナンドの指導で得た知識を駆使した子供たちに翻弄され、追い返されてしまう。事件から数か月後、回復したアーナンドは子供たちと共にインド工科大学の合格発表の日を迎える。子供たちは30人全員が合格し、アーナンドは子供たちと共に喜びを分かち合う。
その後、アーナンド・クマールは何度も命を狙われたこと、現在も現役で子供たちを指導していることが語られ、物語は幕を閉じる。

## キャスト
- アーナンド・クマール（英語版） - リティク・ローシャン
- スプリヤー・クマール・シン - ムルナール・タークル
- ラジェーンドラ・クマール - ヴィレンドラ・サクセーナー（英語版）[11]
- プラナヴ・クマール - ナンディーシュ・サンドゥ（英語版）[12]
- ラッラン・シン - アーディティヤ・シュリーヴァースタヴァ（英語版）
- ジャヤーンティ・クマール - サダナ・シン（英語版）
- ラーム・シン文部大臣 - パンカジ・トリパーティー[13]
- フッガー・クマール - ヴィジャイ・ヴァルマ（英語版）
- ラグナート・バーラト - アミット・サダー（英語版）[14]
- プルショーッタム・シン - マナーヴ・ゴーヒル（英語版）
- 「Paisa」シーン登場 - カリシュマ・シャルマ（英語版）（アイテム・ナンバー）[15][16]
- エクセレンス予備校生 - クリティ・シェッティ（英語版）[17]

## 製作

### 撮影
2017年11月から主要撮影が始まり、リティク・ローシャンのパートナー役にはムルナール・タークルが起用された。ラームナガル城の一部をスーパー30の学習所に見立てて撮影した他、サンバール・レイク・タウンでは10日間かけてコーターとジャイプルのシーンの撮影が行われた。また、ムンバイでは10億ルピーの費用をかけてパトナの街並みを再現した撮影セットが作られた。2018年6月にはヴァーラーナシーのバナーラス・ヒンドゥー大学で撮影が行われた。同大学の敷地内で撮影が許可されたヒンディー語映画は、本作が初となる。2018年9月に撮影が終了した。

### 音楽
映画音楽の作曲はアジャイ＝アトゥル、作詞はアミターブ・バッタチャーリヤが手掛け、2019年7月9日にサウンドトラックが発売された。サウンドトラックについて、ザ・ヒンドゥーのヴィピン・ナーイルは3.5/5の星を与えて「実に魅力的なサウンドトラック」、ザ・タイムズ・オブ・インディアのデーバラティ・セーンは「作曲者たちは必ずや感動を与えてくれるだろう」とそれぞれ批評している。
| #         | タイトル             | 作詞      | 作曲・編曲 | 歌手 | 時間 |
| --------- | -------------------- | --------- | ---------- | --- | ---- |
| 1.        | 「Jugraafiya」       |           |            | ウディット・ナーラーヤン、シュレヤ・ゴシャル | 4:34 |
| 2.        | 「Paisa」            |           |            | ヴィシャール・ダドラニ | 3:52 |
| 3.        | 「Basanti No Dance」 |           |            | プレーム・アレニ、ジャナルダン・ダトラク、ディヴィヤー・クマール、チャイタリー・パルマル | 5:04 |
| 4.        | 「Question Mark」    |           |            | リティク・ローシャン | 2:49 |
| 5.        | 「Niyam Ho」         |           |            | アロヒ・マトレ、アーディティ・プラブデーサーイー、プラガティ・ジョーシー、マイティリ・パンセ、ソーナル・ナイク、ルチャ・ソマン、ディープティ・レゲ、ディーパンシー・ナガル、アン・フェルナンデス、Dr.パラヴィ・シャーム・スンダル、シヴィカ・ラジェシュ、リディ・サンパット、キンジャル・シャー、ウメーシュ・ジョーシー、ヴィジャイ・ドゥリ、マンダル・ピルヴァルカル、ヴィヴェーク・ナイク、ラーフル・チトニス、サウラブ・ワカレ、ジャナルダン・ダトラニ、ガウラヴ・メダトワル、チャイタニヤ・シンデー、アビシェーク・ジャワル、ニミシュ・シャー、ヤシュ・カプール、マユク・パリーク | 4:00 |
| 合計時間: | 合計時間:            | 合計時間: | 20:19      | |      |

## 公開
2018年9月5日の教師の日に合わせてリティク・ローシャンを描いた『スーパー30 アーナンド先生の教室』のファーストルック・ポスターが公開され、2019年1月12日には公開日が記載されたポスターが公開された。6月2日にリティク・ローシャンを描いた新しいポスターが公開され、翌3日には「Misaal Bano, Haqdaar Bano（模範となれ、資格をとれ）」の標語が書かれた、雨の中で成功を喜ぶリティク・ローシャンを描いたポスターも公開された。6月4日にはリライアンス・エンターテインメントから予告編が公開され、YouTubeでの動画再生回数が4499万回を記録した。また、アーナンド・クマールがリティク・ローシャンと共に『スーパー30 アーナンド先生の教室』のプロモーションを行うことが明かされた。
インドでは公開日が14日前倒しとなり、2019年7月12日に公開された。上映時間は全英映像等級審査機構のレイティングで155分となった。

## 評価

### 興行収入
公開初日の興行収入はインドで1億1830万ルピー、海外市場で6180万ルピーを記録した。公開2日目の興行収入はインドで1億8190万ルピー、海外市場で5460万ルピーを記録した。2019年8月14日時点の興行収入はインドで17億2840万ルピー、海外市場で3億6090万ルピーを記録し、合計興行収入は20億8930万ルピーとなった。

### 批評

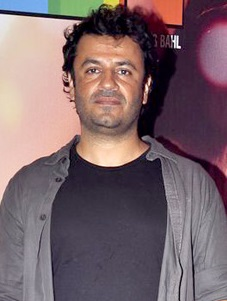
ヴィカース・バール

『スーパー30 アーナンド先生の教室』は批評家から好意的な評価を得ている。ザ・タイムズ・オブ・インディアのシュリーパルナ・セーングプタは3.5/5の星を与え、リティク・ローシャン、パンカジ・トリパーティー、アーディティヤ・シュリーヴァースタヴァの演技とアナイ・ゴースワミの撮影技術を賞賛した。彼女は映画の中に「教育は経済的に豊かな人々の特権だが、同じ条件さえ与えれば、豊かではない人々も輝くことができる」というメッセージを感じ取ったと批評し、「物語には欠点もあるが、『スーパー30 アーナンド先生の教室』は人間ドラマであり、人生の中で降りかかる多くの試練に打ち勝ち、世界の模範となる一人の教師の物語です。それだけで、十分に鑑賞する価値を有しています」と結論付けている。ニューデリー・テレビジョンのサイバル・チャテルジーは2/5の星を与え、脆弱な脚本が「複雑に絡み合った問題という巨大な山の表面をなぞっただけ」に終わり、アーナンド・クマール役をリティク・ローシャンが演じたことはミスキャストだったと指摘している。彼は最大の問題として、映画が実話を語っているにもかかわらず説得力が欠如している点を挙げている。インディア・トゥデイのサムルディ・ゴーシュは2.5/5の星を与えたが、パンカジ・トリパーティー、アーディティヤ・シュリーヴァースタヴァの演技は高く評価している。ゴーシュは上映時間が長過ぎ、必要以上にドラマ性を強調している点を批判しており、「数学の魔術師アーナンド・クマールに導かれたスーパー30は、まさに奇跡のような存在だった。映画監督ヴィカース・バールに導かれたリティク・ローシャンのスーパー30は、それには程遠い存在だった」と批評している。
ネットワーク18のプリヤンカー・シンハー・ジャーはゴーシュの批評に反論し、3/5の星を与えてリティク・ローシャン、パンカジ・トリパーティー、ヴィレンドラ・サクセーナー、ナンディーシュ・サンドゥ、アーディティヤ・シュリーヴァースタヴァの演技を賞賛した。彼女はリティク・ローシャンの演技は満足できるものだったとし、物語についてはセーングプタの批評に同調して、「教育は人生をより良いものにするが、それ自体が特権的存在であり、映画はそれに対して疑問を投げかけ、挑戦している」と指摘しており、「要するに、有名な格言にあるように—"スーパーヒーローが、全員マントを着ているわけではない"とうことです。『スーパー30 アーナンド先生の教室』は、まさにそのような物語なのです」と批評している。インディアン・エクスプレスのシューブラ・グプタは2/5の星を与え、映画を「全然スーパーではなかった」と評し、上手く取り扱えば「奮い立ち、鳥肌が立ち、喝采を叫びたくなる」映画になっただろうと指摘している。そのうえで、彼女は「そう、実話は感動的なんです。ですが、それを語ることは足手まといになるのです。映画にはそのような瞬間が垣間見られます。その大半は若者たちのシーンであり、子供たちのシーンは何も問題ありませんでした」と批評している。

### 受賞・ノミネート
| 映画賞                                               | 授賞式         | 部門                                                  | 対象                                            | 結果       | 出典          |
| ---------------------------------------------------- | -------------- | ----------------------------------------------------- | ----------------------------------------------- | ---------- | ------------- |
| ニコロデオン・キッズ・チョイス・アワード・インディア | 2019年12月21日 | フェイバリット作品賞                                  | 『スーパー30 アーナンド先生の教室』             | ノミネート | [ 42 ]        |
| 第65回フィルムフェア賞                               | 2020年2月15日  | 主演男優賞                                            | リティク・ローシャン                            | ノミネート | [ 43 ] [ 44 ] |
| 第65回フィルムフェア賞                               | 2020年2月15日  | 台詞賞                                                | サンジーヴ・ダッタ                              | ノミネート | [ 43 ] [ 44 ] |
| 第65回フィルムフェア賞                               | 2020年2月15日  | 振付賞                                                | ガネーシュ・アーチャーリヤ 「Basanti No Dance」 | ノミネート | [ 43 ] [ 44 ] |
| 第12回ミルチ音楽賞                                   | 2020年2月19日  | 作曲賞                                                | アジャイ＝アトゥル                              | ノミネート | [ 45 ]        |
| 第12回ミルチ音楽賞                                   | 2020年2月19日  | 音楽プロデューサー賞 （プログラミング・アレンジ部門） | アジャイ＝アトゥル                              | ノミネート | [ 45 ]        |
| 第12回ミルチ音楽賞                                   | 2020年2月19日  | 音楽エンジニア賞 （録音・音響部門）                   | ヴィジャイ・ダヤル                              | 受賞       | [ 45 ]        |
| ジー・シネ・アワード                                 | 2020年3月13日  | 作品賞                                                | 『スーパー30 アーナンド先生の教室』             | ノミネート | [ 46 ]        |
| ジー・シネ・アワード                                 | 2020年3月13日  | 審査員選出主演男優賞                                  | リティク・ローシャン                            | 受賞       | [ 46 ]        |
| 第21回国際インド映画アカデミー賞                     | 2021年11月24日 | 主演男優賞                                            | リティク・ローシャン                            | ノミネート | [ 47 ] [ 48 ] |
| 第21回国際インド映画アカデミー賞                     | 2021年11月24日 | 原案賞                                                | サンジーヴ・ダッタ                              | ノミネート | [ 47 ] [ 48 ] |